# Авдамал
Авдамал или Абдамал (на гръцки: Σησαμία, Сисамия, до 1927 година Αβδαμάλ, Авдамал) е село в Република Гърция, дем Висалтия, област Централна Македония с 996 жители (2001).

## География
Селото е разположено в Сярското поле на около 4 километра южно от Димитрич (Димитрици) югозападно от Сяр (Серес).

## История

### В Османската империя
През XIX век и началото на XX век Авдамал е село, числящо се към Сярската каза на Османската империя. В 1836 година е построена църквата „Събор на Дванадесетте апостоли“.
Александър Синве ("Les Grecs de l’Empire Ottoman. Etude Statistique et Ethnographique"), който се основава на гръцки данни, в 1878 година пише, че в Абдамали (Abdamaly) живеят 560 гърци. Според „Етнография на вилаетите Адрианопол, Монастир и Салоника“, издадена в Константинопол в 1878 година и отразяваща статистиката на населението от 1873 година, Абдамал (Abdamal) има 95 домакинства със 70 жители мюсюлмани и 190 жители гърци. В 1889 година Стефан Веркович (Топографическо-этнографическій очеркъ Македоніи) пише за Авдамал:
| „ | Авдамал е смесено село; една църква, едно училище; християните са гърци, мохамеданите – турци коняри; отстои на 2 часа от Нигрита. | “ |

В 1891 година Георги Стрезов пише за селото:
| „ | Абдамал, село разположено в поле, на около 4 часа на З от Сяр. Част от земята е чифлик на Али бея. Някога жителите на това село са живеели в изобилие; сега са в крайна бедност. Гръцка църква; 70 къщи гърци и няколко турски. | “ |

Според статистиката на Васил Кънчов („Македония. Етнография и статистика“) в 1900 година Абдамал има 500 жители, от които 50 турци и 450 гърци християни.
По данни на секретаря на Българската екзархия Димитър Мишев („La Macédoine et sa Population Chrétienne“) в 1905 година в Абда-Махала (Abda-Mahala) живеят 120 българи патриаршисти гъркомани.

### В Гърция
Селото е освободено по време на Балканската война от части на българската армия, но след Междусъюзническата война в 1913 година остава в Гърция. През 20-те години в селото са заселени гърци бежанци. В 1928 година Авдамал е представено като смесено местно-бежанско село със 7 бежански семейства и 28 жители.
| Име          | Име             | Ново име    | Ново име    | Описание                                                   |
| ------------ | --------------- | ----------- | ----------- | ---------------------------------------------------------- |
| Месиес       | Μεσιές          | Оксия       | Όξιά        | местност на ЮИ от Авдамал и на СИ от Нигослав              |
| Порой        | Πορόϊ           | Стенорема   | Στενόρεμα   | река на З от Авдамал, приток на Копач дере                 |
| Малкоч       | Μαλκότσι        | Капнохорафа | Καπνοχώραφα | местност на СЗ от Авдамал, между реките Порой и Копач дере |
| Дермен Гиелу | Ντερμέν Γκιελού | Милос       | Μύλος       | местност на СЗ от Авдамал и на С от Копач                  |

## Личности
Родени в Авдамал
- Атина Ламбру, гръцка учителка по музика[12]
- Йоанис Самарас, гръцки ятак на гръцка андартска чета в Македония[13]
- Николаос Бекярис, гръцки ятак на гръцка андартска чета в Македония[14]
- Пасхалис Кутрис, гръцки ятак на гръцка андартска чета в Македония[15]
- Пасхалис Стамбулис, гръцки агент (трети клас) на гръцка андартска чета в Македония[16]
- Христос Ламбру, гръцки ятак на гръцка андартска чета в Македония[17]